# Đỗ Đại Phong
Đỗ Đại Phong (sinh ngày 23 tháng 11 năm 1965) là một đại tá Quân đội nhân dân Việt Nam và chính trị gia người Việt Nam. Ông hiện là đại biểu quốc hội Việt Nam khóa XIV nhiệm kì 2016-2021, thuộc đoàn đại biểu quốc hội tỉnh Thái Nguyên, Ủy viên Ủy ban Tư pháp của Quốc hội, Chỉ huy trưởng Bộ Chỉ huy quân sự tỉnh Thái Nguyên. Ông đã trúng cử đại biểu quốc hội năm 2016 ở đơn vị bầu cử số 3, tỉnh Thái Nguyên (gồm các huyện Sông Công, Phổ Yên, Phú Bình) được 155.917 phiếu, đạt tỷ lệ 56,29% số phiếu hợp lệ.

## Xuất thân
Đỗ Đại Phong sinh ngày 23 tháng 11 năm 1965 quê quán ở xã Hoàng Đông, huyện Duy Tiên, tỉnh Hà Nam. 
Ông hiện cư trú ở tổ 15, phường Đồng Quang, thành phố Thái Nguyên, tỉnh Thái Nguyên.

## Giáo dục
- Giáo dục phổ thông: 12/12
- Đại học chuyên ngành Chỉ huy tham mưu cao cấp quân sự địa phương
- Cao cấp lí luận chính trị

## Sự nghiệp
Ông gia nhập Đảng Cộng sản Việt Nam vào ngày 31/3/1985.
Ông từng là đại biểu hội đồng nhân dân.
Khi ứng cử đại biểu Quốc hội Việt Nam khóa 14 vào tháng 5 năm 2016 ông đang là Ủy viên Ban Thường vụ Tỉnh ủy, Phó Bí thư Đảng ủy Quân sự, Chỉ huy trưởng Bộ Chỉ huy quân sự tỉnh Thái Nguyên, làm việc ở Bộ Chỉ huy quân sự tỉnh Thái Nguyên.
Ông đã trúng cử đại biểu quốc hội năm 2016 ở đơn vị bầu cử số 3, tỉnh Thái Nguyên (gồm các huyện Sông Công, Phổ Yên, Phú Bình) được 155.917 phiếu, đạt tỷ lệ 56,29% số phiếu hợp lệ.
Ông nguyên là Ủy viên Ban Thường vụ Tỉnh ủy, Phó Bí thư Đảng ủy Quân sự, Chỉ huy trưởng Bộ Chỉ huy quân sự tỉnh Thái Nguyên, Ủy viên Ủy ban Tư pháp của Quốc hội.
Ngày 28/6/2019, ông được điều động làm Phó Tham mưu trưởng BTL Quân khu 1.
Ông đang làm việc ở Bộ Tham mưu. Bộ Tư lệnh Quân khu 1.